# Bruttig-Fankel

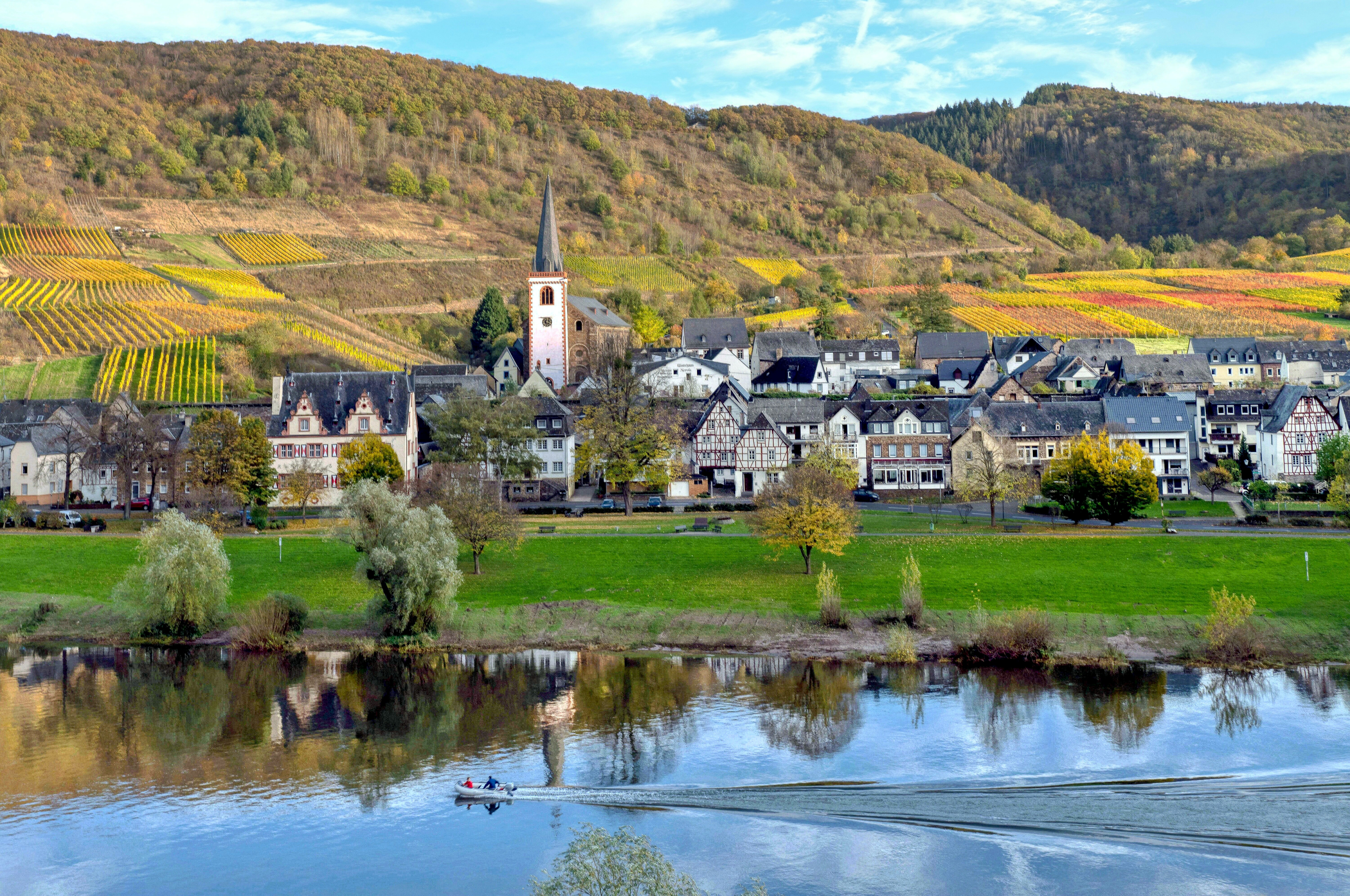
Ortsteil Bruttig

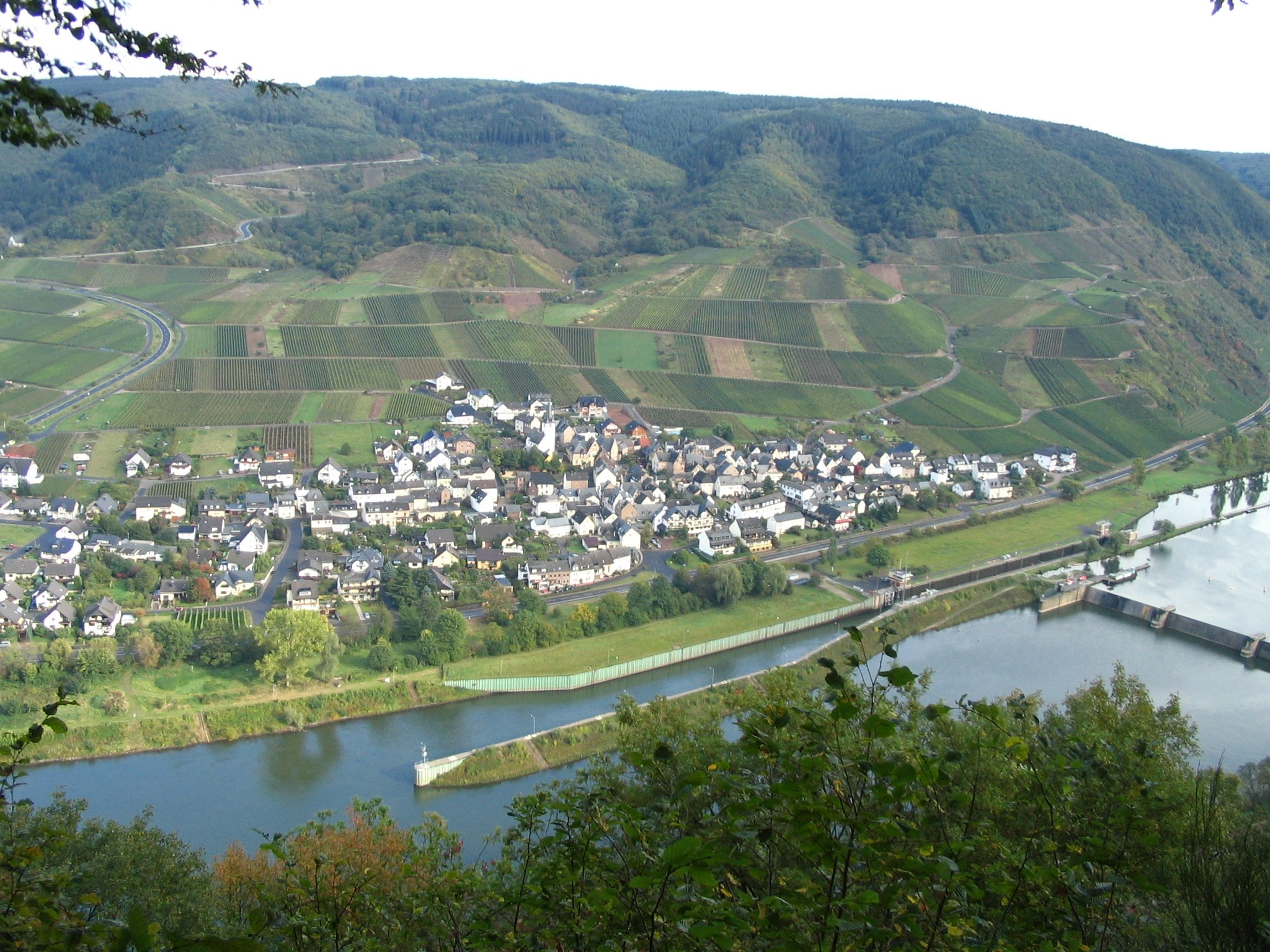
Ortsteil Fankel mit Moselschleuse

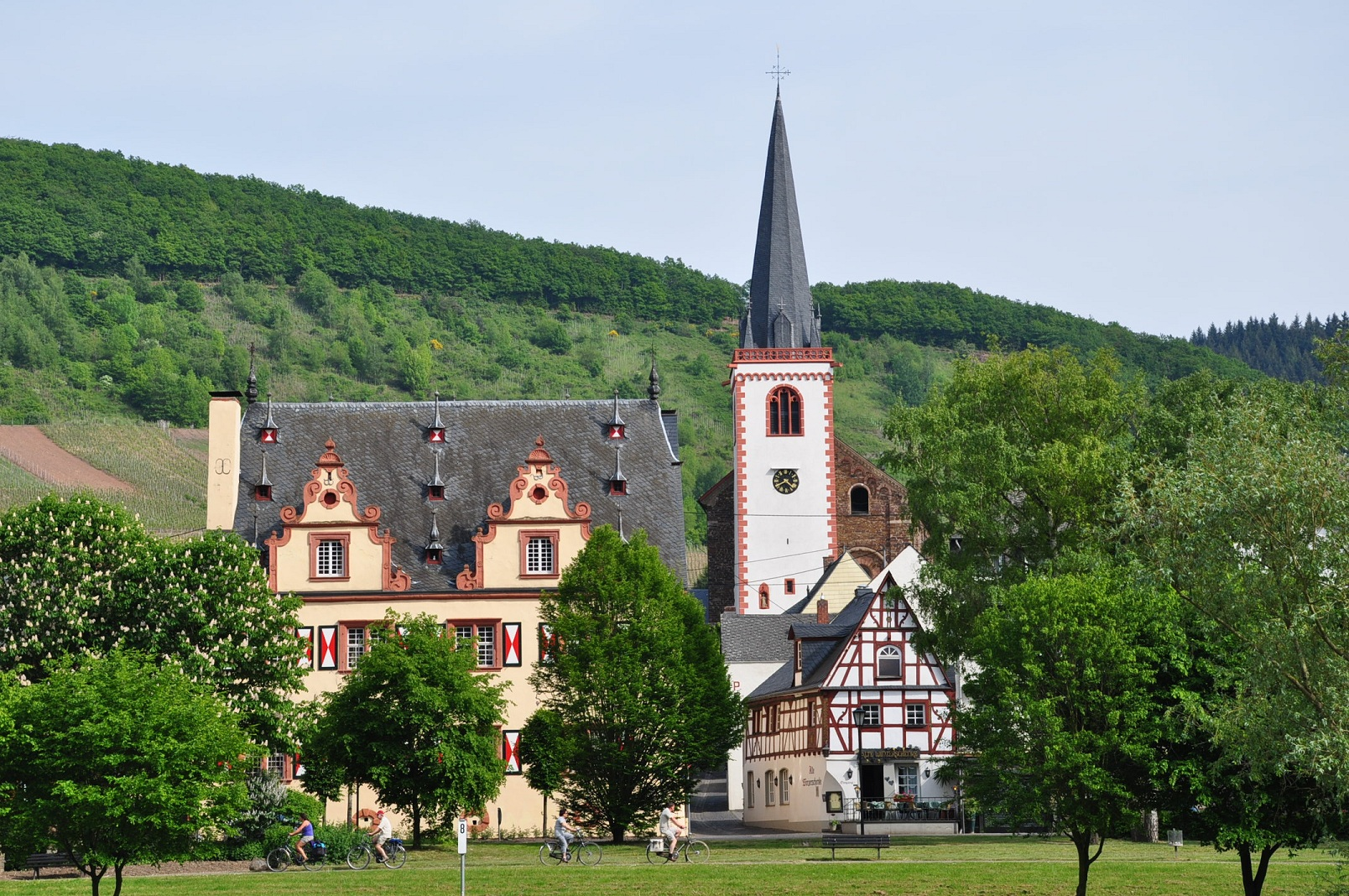
Pfarrkirche und Schuncksches Haus, Ortsteil Bruttig

Bruttig-Fankel ist eine Ortsgemeinde im Landkreis Cochem-Zell in Rheinland-Pfalz. Sie gehört der Verbandsgemeinde Cochem an.

## Geographie
Der Ort liegt an der Mosel (Flusskilometer 57 bis 59; Untermosel) und besteht aus den Ortsteilen Bruttig und Fankel, sowie dem Wohnplatz Birkenhof.

### Klima
Der Jahresniederschlag beträgt 716 Millimeter.

## Geschichte
Die ältesten Zeugnisse der Besiedlung in der näheren Umgebung des Ortes sind die sehr gut erhaltenen Hügelgräber auf dem Bruttig-Fankeler Berg entlang des sogenannten Rennweges, einer alten Verbindungsstraße zwischen den zwei Gabel-Endpunkten der keltisch/römischen Fernstraße von der Mosel über den Hunsrück zur Nahe, heute als Keltenweg Nahe–Mosel touristisch beworben und vermarktet, über die heute der „Archäologische Wanderweg Bruttig-Fankel“ verläuft. Nach Auskunft des Landesamtes für Denkmalpflege Rheinland-Pfalz in Koblenz stammen diese Gräber teilweise noch aus der Bronzezeit.
Der Ort Bruttig-Fankel hat sowohl keltisch-römische als auch merowingisch-fränkische Ursprünge, wobei der Ortsteil Bruttig wohl der ältere ist. Die erste urkundliche Erwähnung als „Pruteca im Mayengau“ stammt vom 4. Juni 898 in einer Schenkungsurkunde des lothringischen Königs Zwentibold zu Gunsten des reichsunmittelbaren, freiadligen Frauenstifts in Essen. Neben zahlreichen Besitzungen im Raum Köln und Bergheim übertrug der König dem Stift in Essen: … in pago magnensi in villa pruteca terra arabilis cum curtile et vineis … (Übers. etwa: … im Mayengau, im Dorfe Bruttig einen Hof mit zugehöriger pflügbarer Erde und Weinbergen …). Diese Urkunde belegt, dass der Ort mindestens 1100 Jahre alt ist, wahrscheinlich aber sogar wesentlich älter, da bereits ein Hof mit Weinbergen bestand. Ein weiterer Hinweis darauf, dass der Ort bereits eine keltische Siedlung war, ergibt sich aus dem Namen „Bruttig“ selbst. Sprachforscher leiten den heutigen Namen ab vom keltischen „Bruti-acum“ (d. h.: „Wohnung des Brut“) über das lateinische „Proteca“ (898 n. Chr.), „Prodecha“ (1250 n. Chr.) zum heutigen „Pruttig/Bruttig“.
Der Ortsteil Fankel wurde um das Jahr 1100 erstmals urkundlich erwähnt. Der Name ist abgeleitet vom keltischen „fank“, für sumpfiges Gelände. Die Besitzverhältnisse regelten sich im Mittelalter in Bruttig wie in Fankel durch mehrere sogenannte Weistümer. Zu Zeiten der französischen Besatzung ab dem Jahr 1794 wurden beide Ortsteile der Mairie Beilstein zugeordnet, welche zum Kanton Zell gehörte. Die Verwaltung lag allerdings beim Kanton Treis des Département de Rhin-et-Moselle und ab 1816 nach der Zuordnung zum Königreich Preußen beim Kreis Cochem.
Vom 10. März 1944 bis zum 14. September 1944 bestand im Ortsteil Bruttig ein Teil des Konzentrationslagers Bruttig-Treis.
Seit 1946 sind die Orte Bruttig und Fankel Teil des Landes Rheinland-Pfalz.
Im Zuge der rheinland-pfälzischen Verwaltungsreform erfolgte am 7. Juni 1969 die Zusammenlegung der bis dahin eigenständigen Gemeinden Bruttig und Fankel zur neuen Ortsgemeinde Bruttig-Fankel.

## Politik

### Gemeinderat
Der Gemeinderat in Bruttig-Fankel besteht aus 16 Ratsmitgliedern, die bei der Kommunalwahl am 9. Juni 2024 in einer Mehrheitswahl gewählt wurden, und dem ehrenamtlichen Ortsbürgermeister als Vorsitzendem.

### Bürgermeister
Hermann-Josef Scheuren wurde am 9. Juli 2024 Ortsbürgermeister von Bruttig-Fankel. Bei der Direktwahl am 9. Juni 2024 war er als einziger Bewerber mit einem Stimmenanteil von 87,2 % gewählt worden.
Scheurens Vorgänger Rainer Welches hatte das Amt am 10. April 2017 übernommen, nachdem es Manfred Ostermann 2016 aus gesundheitlichen Gründen nach zwölf Jahren niederlegte.

### Wappen
Das neue Wappen der Ortsgemeinde Bruttig-Fankel basiert auf einem Beschluss des Gemeinderats vom 16. Januar 1973.
| Wappen von Bruttig-Fankel | Blasonierung: „Ein gespaltener Wappenschild, rechts auf silbernem Hintergrund ein roter Schlüssel mit Vierpass-Griff und nach links gerichtetem Bart mit Kreuzeinschnitt, überdeckt von einem grünen Wellenbalken; links eine goldene Lilie auf grünem Feld.“ |
| Wappen von Bruttig-Fankel | Wappenbegründung: Das Wappen stellt eine Zusammenführung der Symbolik der beiden alten Gemeindewappen der Ortsteile Bruttig und Fankel dar. Der Wappenentwurf stammt von Alfons Friedrichs aus Zell.                                                          |

### Partnerschaften
Mit Overijse in Belgien wird seit 1958 eine Partnerschaft gepflegt.

## Kultur und Sehenswürdigkeiten

### Sehenswürdigkeiten
- Schuncksches Haus von 1656 (beachtliche Innenausstattung)
- Alte Rathäuser von Bruttig (von 1619) und Fankel (16. Jahrhundert)
- Kirche St. Margaretha in Bruttig (1845) und Filialkirche Mariä Himmelfahrt in Fankel (1385)
- Christophorushaus und Fachwerkhäuser in der Brunnenstraße (ältestes zusammenhängendes Fachwerkensemble im Moselraum)
- Ehemalige Synagoge in der Mühlenbachstraße im Ortsteil Bruttig
- zahlreiche Fachwerkhäuser in den alten Ortskernen von Bruttig und Fankel
- Kreuzkapelle (18. Jahrhundert)

### Der Bahndamm in Bruttig

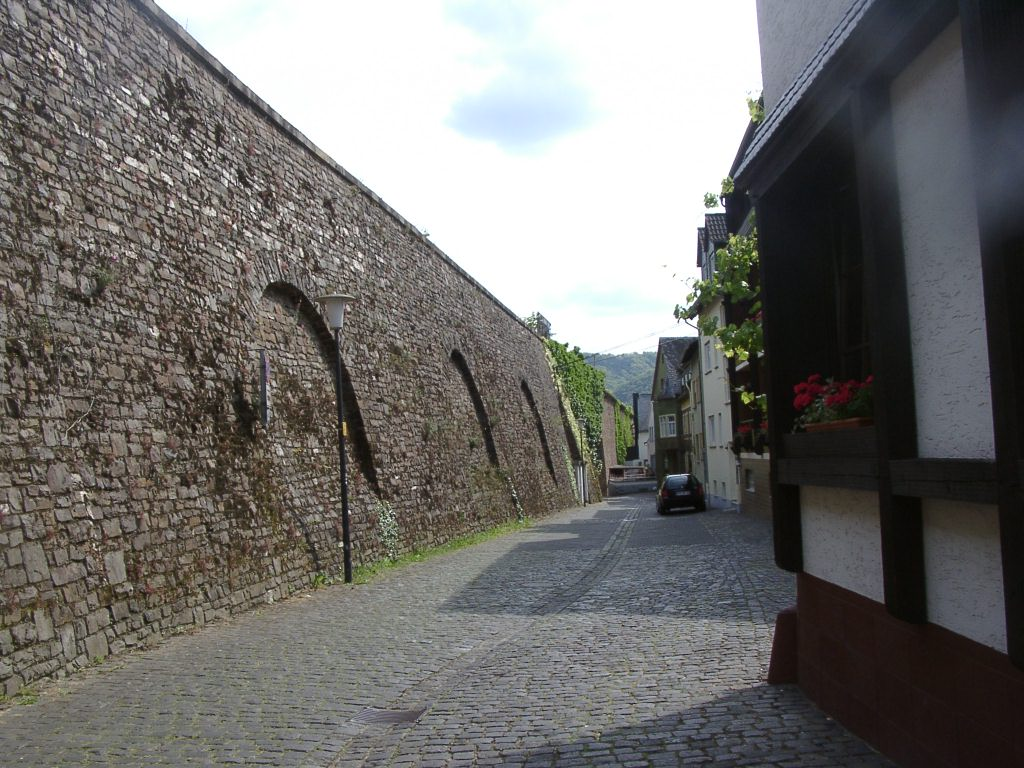
Gemauerter Bahndamm in Bruttig

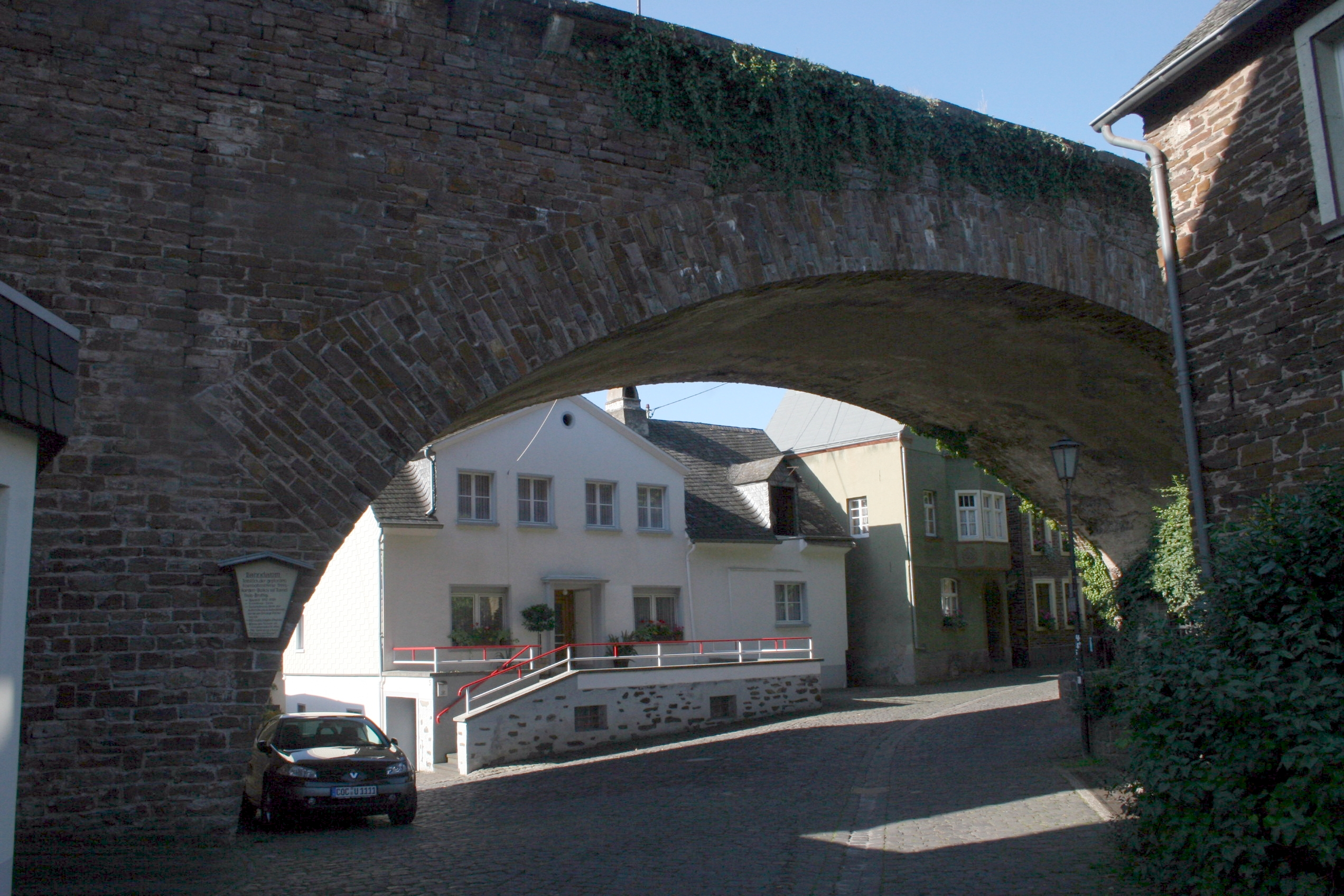
Die größte der 12 Brücken

Quer durch den Ortsteil Bruttig verläuft ein bis zu zehn Meter hoher Bahndamm. Im nördlichen Teil wirkt er mit seinen gemauerten Wänden fast wie eine Stadtmauer, im südlichen Teil liegt er zwischen den Häusern. Mit insgesamt zwölf Brücken führt er über die ihn querenden Straßen und Gassen. Der Damm ist ein Relikt einer während des Ersten Weltkrieges als strategische Eisenbahn geplanten Bahnstrecke entlang des rechten Moselufers von Bullay nach Koblenz. Gebaut wurden aber, mit Unterbrechungen, lediglich der 2565 Meter lange Treiser Tunnel zwischen Bruttig und Treis sowie die aus den genannten Orten zu ihm hinführenden Bahndämme. Die Bauarbeiten wurden 1924 endgültig eingestellt, in Betrieb ging die Strecke nie. Im Tunnel wurden 1944, im Rahmen eines Programmes zur Verlagerung der Produktion kriegswichtiger Güter in geschützte Untergrundanlagen, elektronische Bauteile produziert. Hierbei wurden auch KZ-Häftlinge eingesetzt, welche in Lagern auf den Bahndämmen zu beiden Seiten des Tunnels untergebracht waren. 1946 wurde der Tunnel auf Anordnung der französischen Besatzungsbehörden durch mehrere Sprengungen zerstört. Noch heute lässt sich die Trasse gut bis zum ehemaligen Südportal des Tunnels verfolgen. Auf großen Teilen ihrer Fläche, auch innerorts, wurde noch bis vor einigen Jahren Wein angebaut. Vor dem Portal sind die Überreste zweier Betonbauten aus dem Jahre 1944 erkennbar. An das Konzentrationslager erinnert ein Gedenkstein auf dem Friedhof.

### Interessantes
- Bruttig-Fankeler Bücherbox

### Regelmäßige Veranstaltungen
- Bruttiger Winzerfest am zweiten Wochenende im August
- Fankeler Weinfest am zweiten Wochenende im Juli
- Bruttiger Kirmes am ersten Sonntag nach dem 20. Juli
- Fankeler Kirmes am ersten Sonntag nach dem 15. August
- Pfingstfest
- Weingelage

## Wirtschaft und Infrastruktur

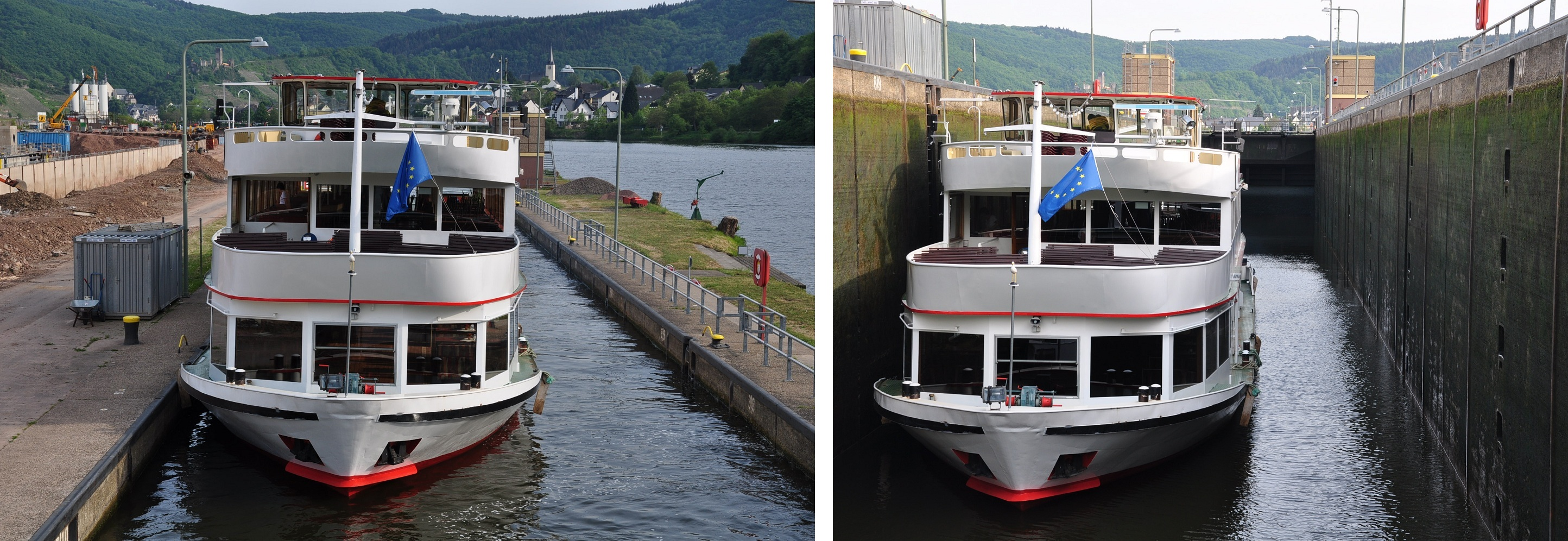
Die Fallhöhe der Staustufe Fankel beträgt 7 m

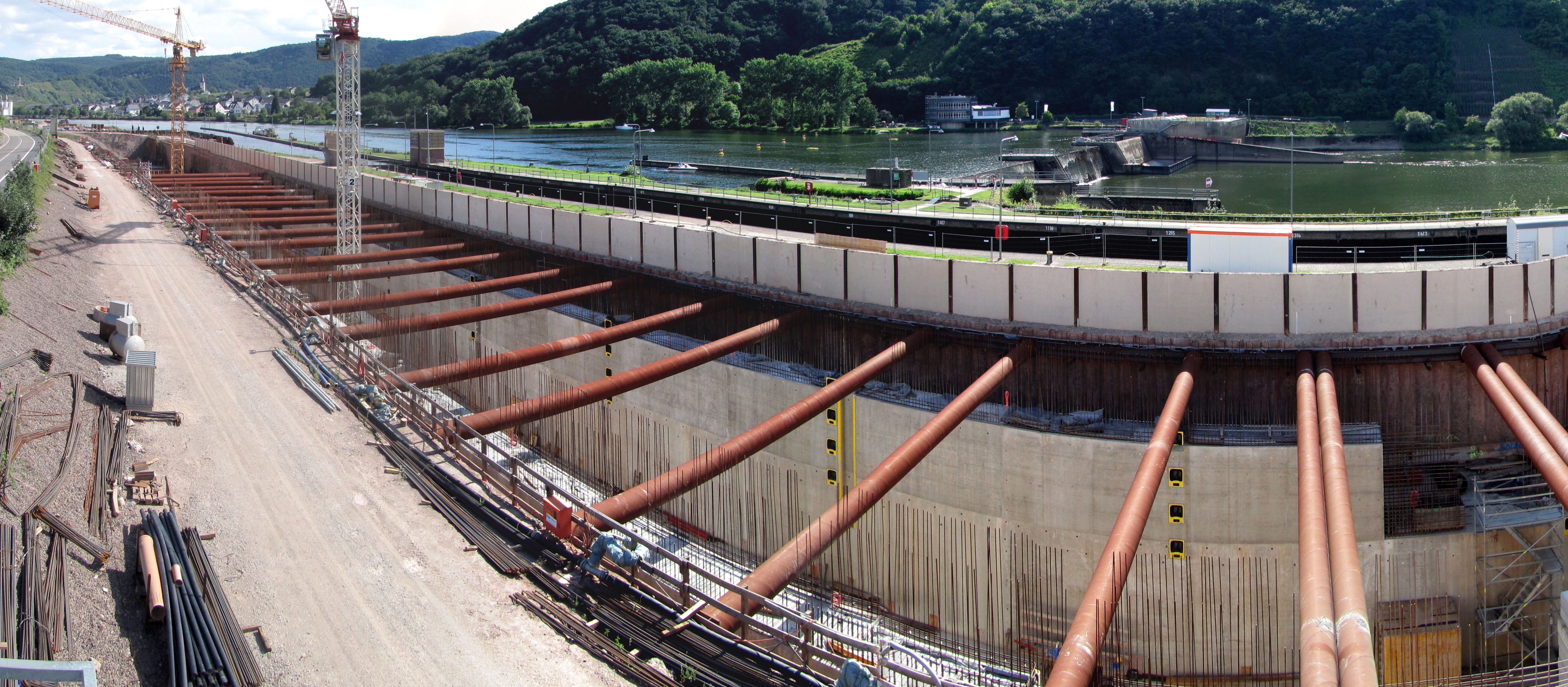
Staustufe Fankel: Bau einer zweiten Schleusenkammer 2009

Weinbau und Tourismus prägen den Ort und gehören untrennbar zusammen. Im Ortsteil Bruttig wird jährlich am zweiten Wochenende im August das große Winzerfest gefeiert. Bekannte Steilhang-Weinlagen sind Pfarrgarten, Götterlay, Rathausberg, Layenberg und Rosenberg. Es wird überwiegend Riesling angebaut, darüber hinaus aber auch Elbling und diverse andere (auch rote) Rebsorten.
In Fankel befindet sich neben der Staustufe Fankel auch die Zentralwarte der RWE Power AG, von der aus die Wasserkraftwerke der deutschen Moselstaustufen gesteuert werden.

## Bekannte Söhne und Töchter
- Johannes Kölner (auch Johannes Koelner de Vanckel) (* um 1448 in Fankel; † 29. Juli 1490 in Köln), deutscher Jurist; 1482 Dekan der Juristischen Fakultät der Universität Köln
- Matthias Coelner de Vanckel (auch Matthias Fanckel) (* um 1450 in Fankel; † 5. Juni 1506 in Trier), deutscher Geistlicher, Dominikaner, Prior und Inquisitor
- Servatius Fanckel (* um 1450 in Fankel; † 15. Juli 1508 in Basel), deutscher Geistlicher, Dominikaner und Definitor des Provinzialkapitels
- Petrus Mosellanus (geb. Peter Schade), * 1493 in Bruttig; † 19. April 1524 in Leipzig, Moselhumanist, Philologe, Theologe und Kirchenlehrer
- Johann Georg Gobelius (* 1562 in Bruttig-Fankel; † nach 1615 in Mainz), Mediziner, Rektor in Mainz und kurfürstlicher Leibarzt
- Cornelius Gobelius der Jüngere (* 7. November 1570 in Bruttig; † 5. Juni 1611 in Erfurt), Weihbischof in Mainz (Titulatur eines Bischofs von Askalon)
- Egon Hess (* 18. April 1922 in Fankel; † 17. November 1980 in Bruttig-Fankel), Kommunalpolitiker und ehemaliger Bürgermeister von Bruttig-Fankel